# Pablo Arraya
Pablo Guillermo Arraya (ur. 21 października 1961 w Córdobie) – peruwiański tenisista pochodzenia argentyńskiego, reprezentant w Pucharze Davisa, olimpijczyk z Barcelony (1992).

## Kariera tenisowa
Zawodowym tenisistą był w latach 1980–1993.
W grze pojedynczej wygrał 1 turniej rangi ATP World Tour oraz osiągnął 4 finały.
W grze podwójnej jest zwycięzcą 1 zawodów rangi ATP World Tour oraz uczestnikiem 3 finałów.
Arraya raz startował na igrzyskach olimpijskich, w Barcelonie (1992) w konkurencji gry pojedynczej, odpadając w 1 rundzie pokonany przez Argentyńczyka Javiera Franę.
W latach 1980–1989 reprezentował Peru w Pucharze Davisa. Bilans tenisisty w singlu wynosi 11 zwycięstw i 11 porażek oraz 4 przegrane w deblu.
W rankingu gry pojedynczej najwyżej był na 29. miejscu (13 sierpnia 1984), a w klasyfikacji gry podwójnej na 85. pozycji (25 czerwca 1984).

### Finały w turniejach ATP World Tour
| Legenda                                      |
| -------------------------------------------- |
| Wielki Szlem                                 |
| Igrzyska olimpijskie                         |
| Tennis Masters Cup / ATP Finals              |
| ATP Masters Series / ATP Tour Masters 1000   |
| ATP International Series Gold / ATP Tour 500 |
| ATP International Series / ATP Tour 250      |

#### Gra pojedyncza (1–4)
| Końcowy wynik | Nr | Data | Turniej  | Nawierzchnia  | Przeciwnik        | Wynik finału  |
| ------------- | -- | ---- | -------- | ------------- | ----------------- | ------------- |
| Finalista     | 1. | 1981 | Madryt   | Ceglana       | Ivan Lendl        | 3:6, 2:6, 2:6 |
| Finalista     | 2. | 1982 | Bordeaux | Ceglana       | Hans Gildemeister | 5:7, 1:6      |
| Zwycięzca     | 1. | 1983 | Bordeaux | Ceglana       | Juan Aguilera     | 7:5, 7:5      |
| Finalista     | 3. | 1983 | Tuluza   | Twarda (hala) | Heinz Günthardt   | 0:6, 2:6      |
| Finalista     | 4. | 1986 | Palermo  | Ceglana       | Ulf Stenlund      | 2:6, 3:6      |

#### Gra podwójna (1–3)
| Końcowy wynik | Nr | Data | Turniej      | Nawierzchnia | Partner         | Przeciwnicy                    | Wynik finału  |
| ------------- | -- | ---- | ------------ | ------------ | --------------- | ------------------------------ | ------------- |
| Finalista     | 1. | 1982 | North Conway | Ceglana      | Eric Fromm      | Sherwood Stewart Ferdi Taygan  | 2:6, 6:7(3)   |
| Zwycięzca     | 1. | 1983 | Palermo      | Ceglana      | José Luis Clerc | Tian Viljoen Danie Visser      | 1:6, 6:4, 6:4 |
| Finalista     | 2. | 1988 | Ateny        | Ceglana      | Karel Nováček   | Rikard Bergh Per Henricsson    | 4:6, 5:7      |
| Finalista     | 3. | 1991 | Kitzbühel    | Ceglana      | Dmitrij Polakow | Tomás Carbonell Francisco Roig | 7:6, 2:6, 4:6 |